# 前后北岸

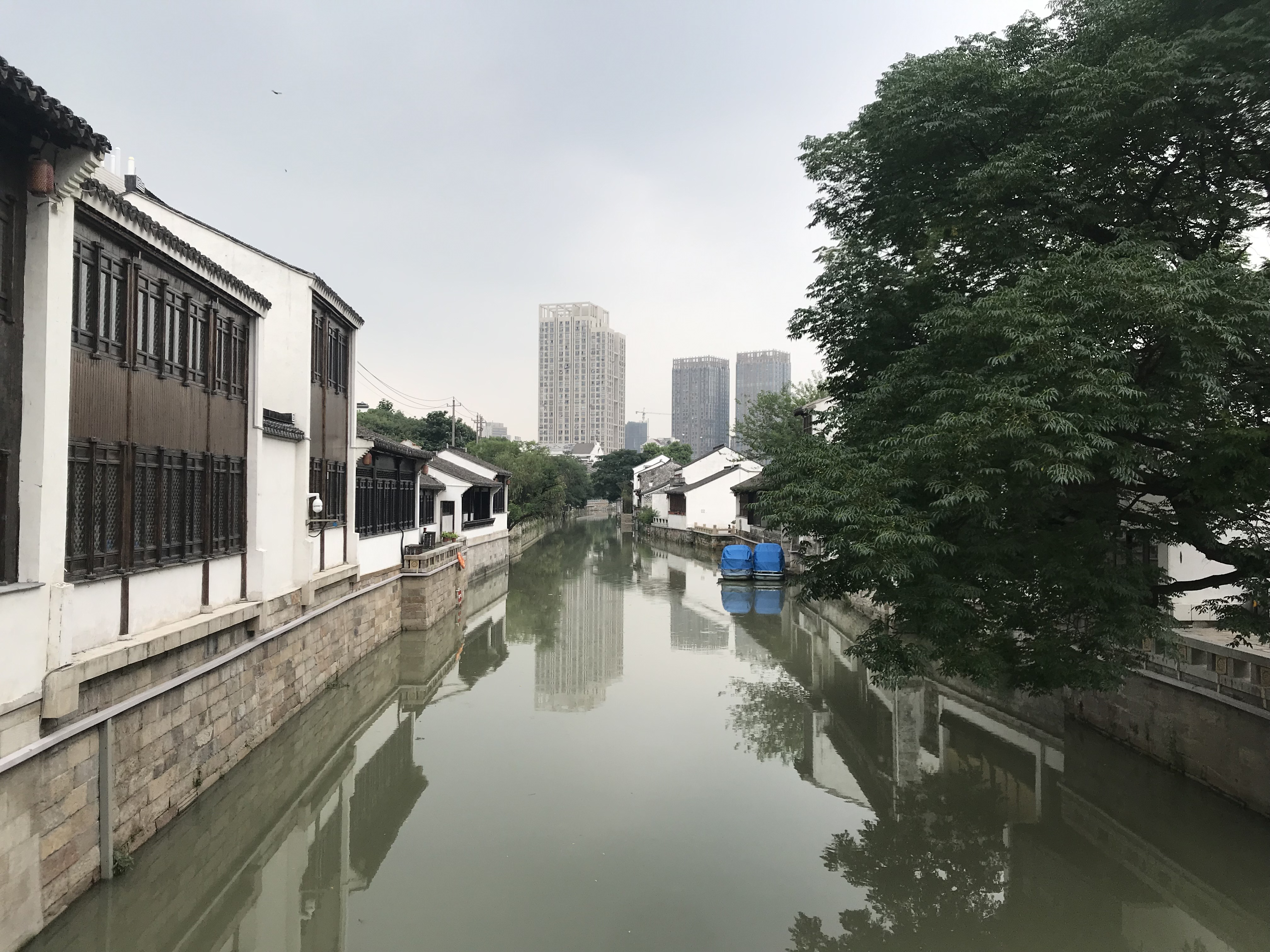
南市河两岸景色

前后北岸即前后北岸历史文化街区，位于中国江苏省常州市天宁区，为常州三大历史文化街区之一，其保护范围东至常州文庙大成殿，南至道台府和管干贞故居南边界，西至前北岸明代楠木厅，北至迎春里街和意园，总面积为3公顷。
此处明末清初时称顾塘尖，清道光时统称北岸，光绪后分为前、后北岸，原为三面环水的半岛状地块，南北分别临顾塘河（又名市河、后河）和白云溪河，两河于西侧相接，故其西侧呈尖端状，东侧与县学街相接，以县学街与顾塘桥（位于西南端顾塘河上）为主要出入口，其名称前北岸因位于后河北岸而得名，后北岸则因位于前北岸之后而得名，其后白云溪河和顾塘河分别在太平天国之后和1949年后被填没，街路遂成。居住在此处的人家多为名人府第和世代官宦之家，院落以多进式民居为主，具有江南和常州地方特色。

## 主要建筑
- 江苏省文物保护单位：常州文庙大成殿（清，县学街工人文化宫内）、前北岸明代楠木厅（藤花旧馆、苏东坡终老地遗址或顾塘桥孙氏馆，明，前北岸80号、81号、89号）、管干贞故居（明，前北岸21-28号、30号）、吕宫府（清，前北岸64号）
- 常州市文物保护单位：赵翼故居（清，前北岸8号）、意园（清，后北岸4-8号）、道台府（将军楼）（清）、材罩屋旧址（四方楼，清，后北岸7号）、东坡书院旧址（清，前北岸70号）
- 其它：藤花会馆和常州家谱馆（前北岸64-1号）

图集

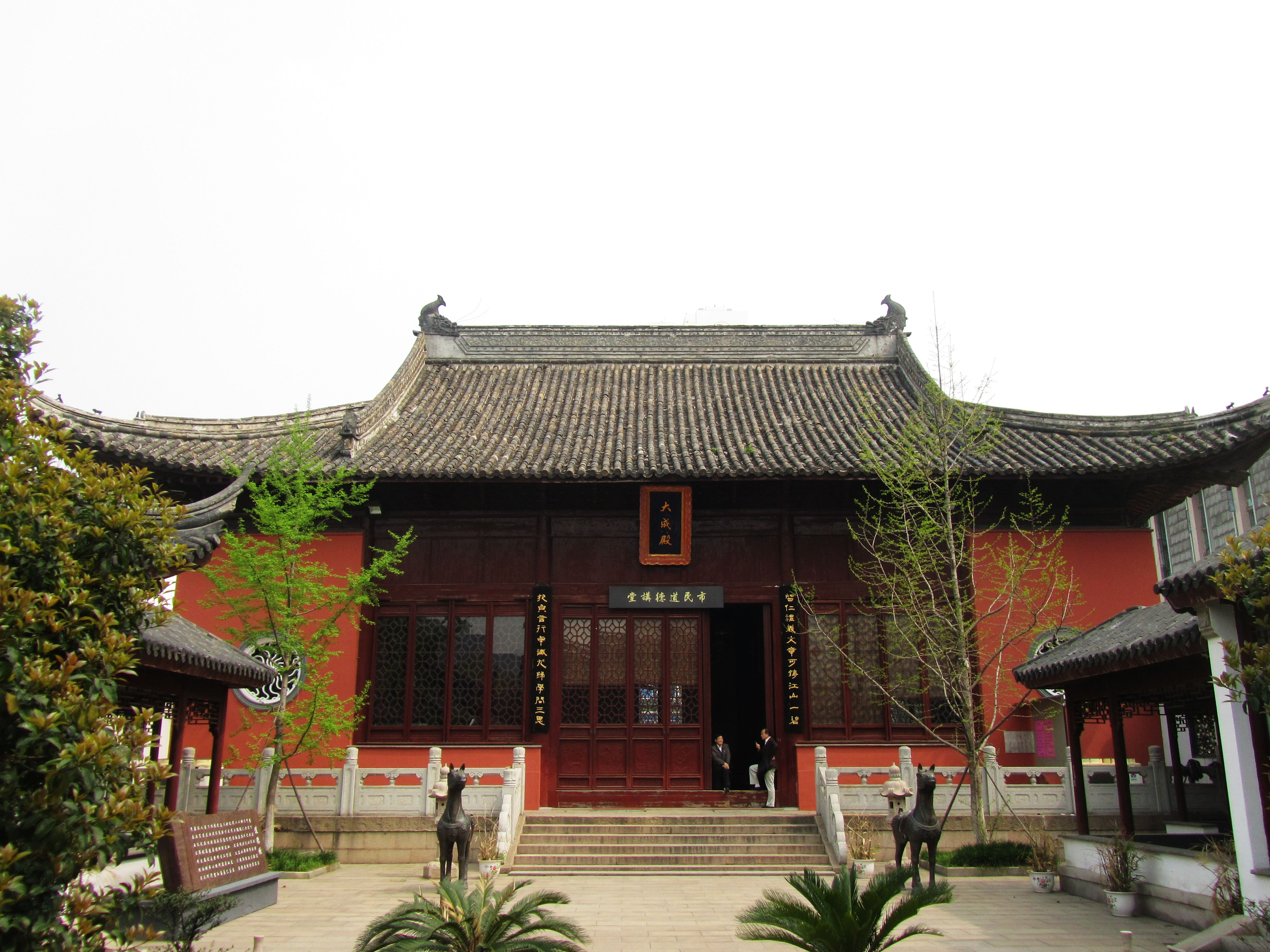
常州文庙大成殿
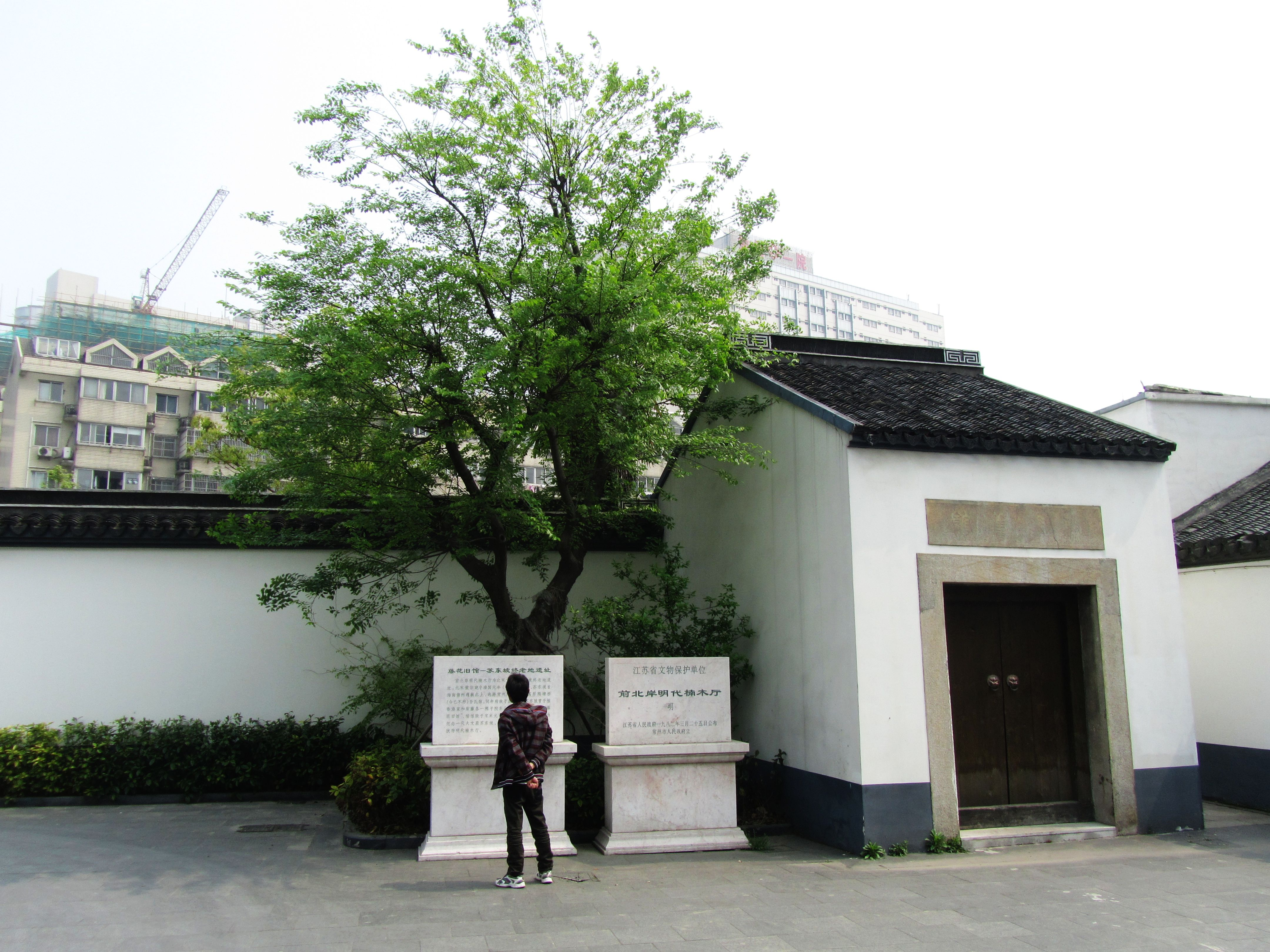
藤花旧馆
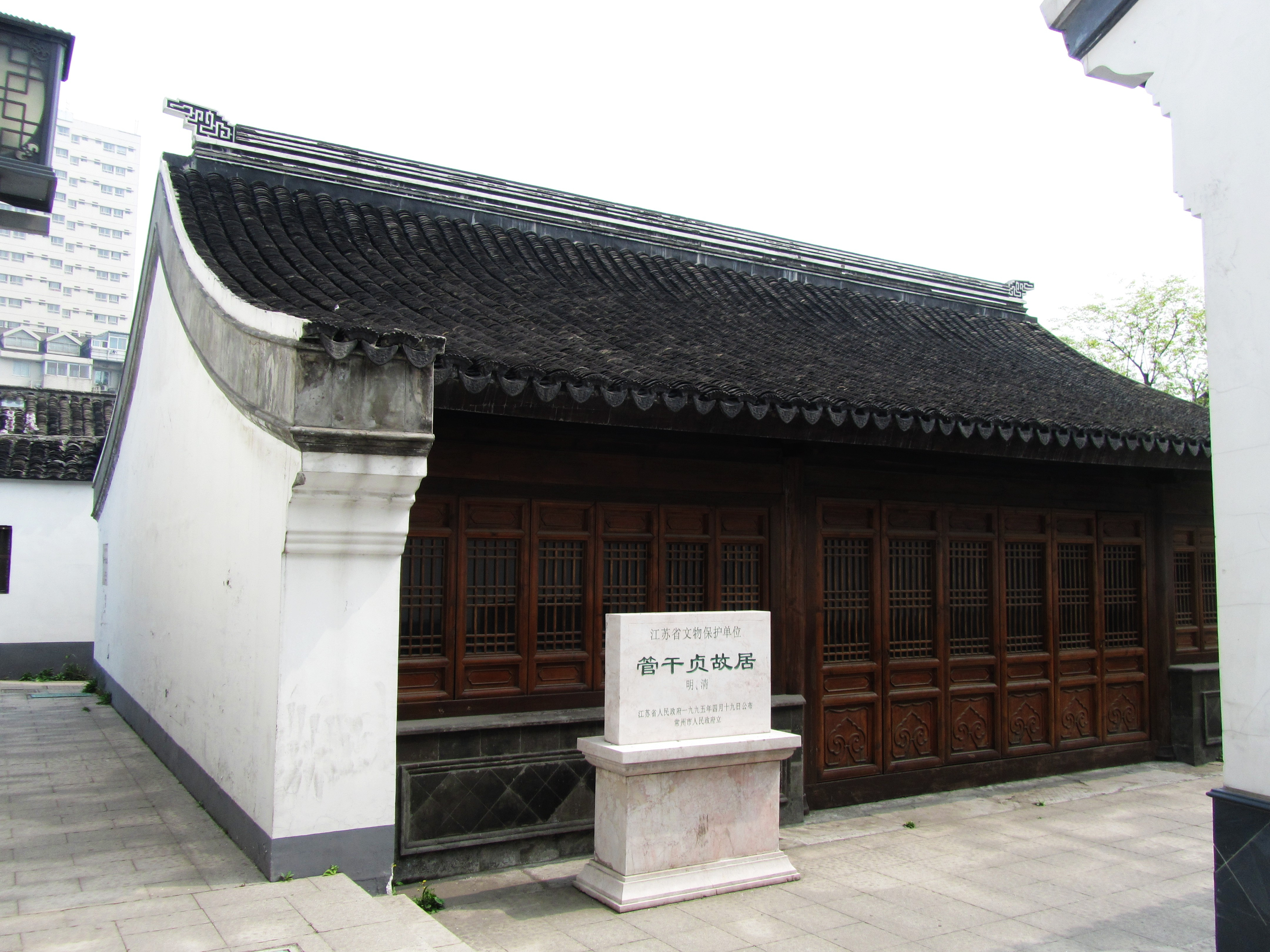
管干贞故居
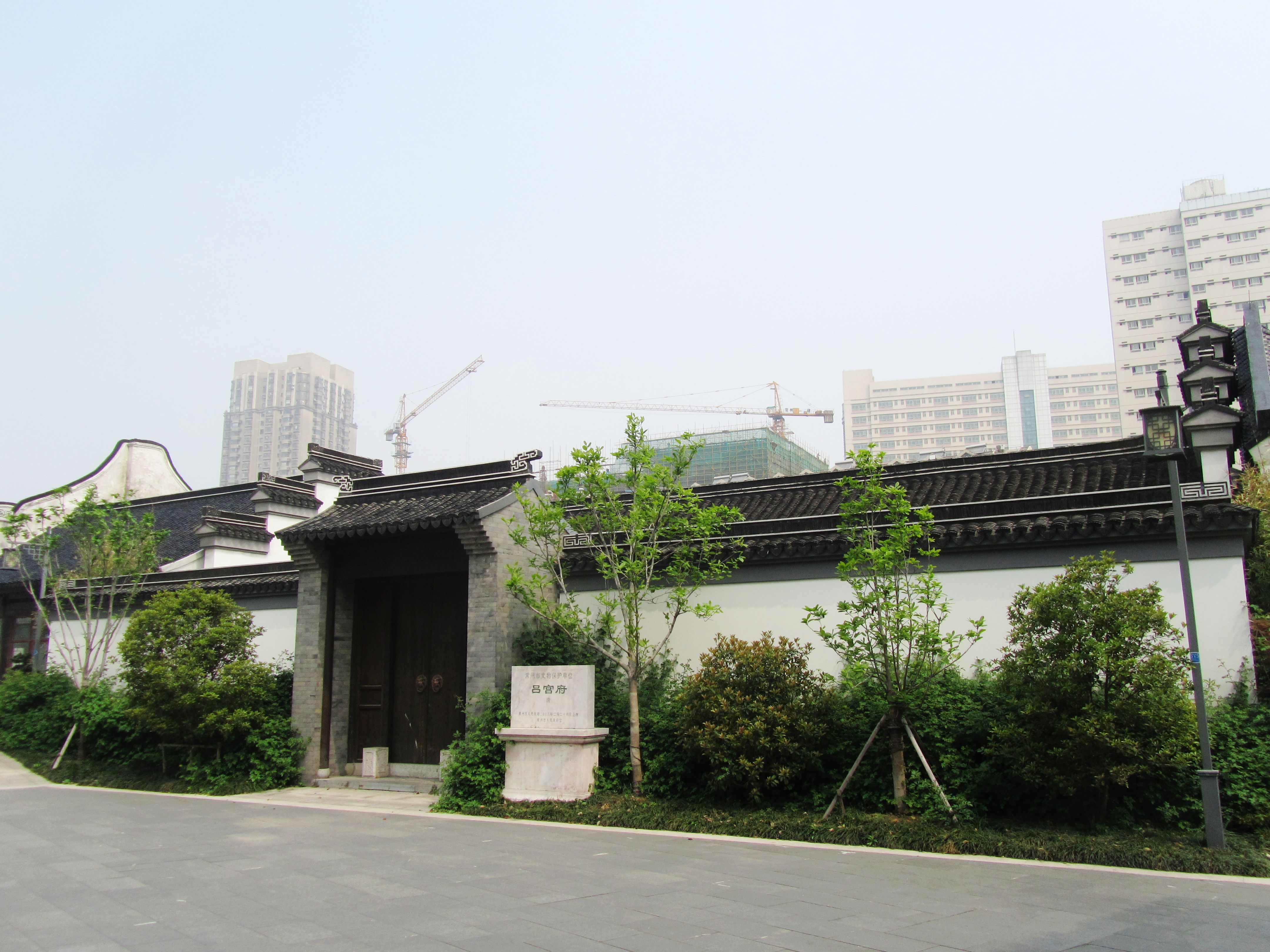
吕宫府}}
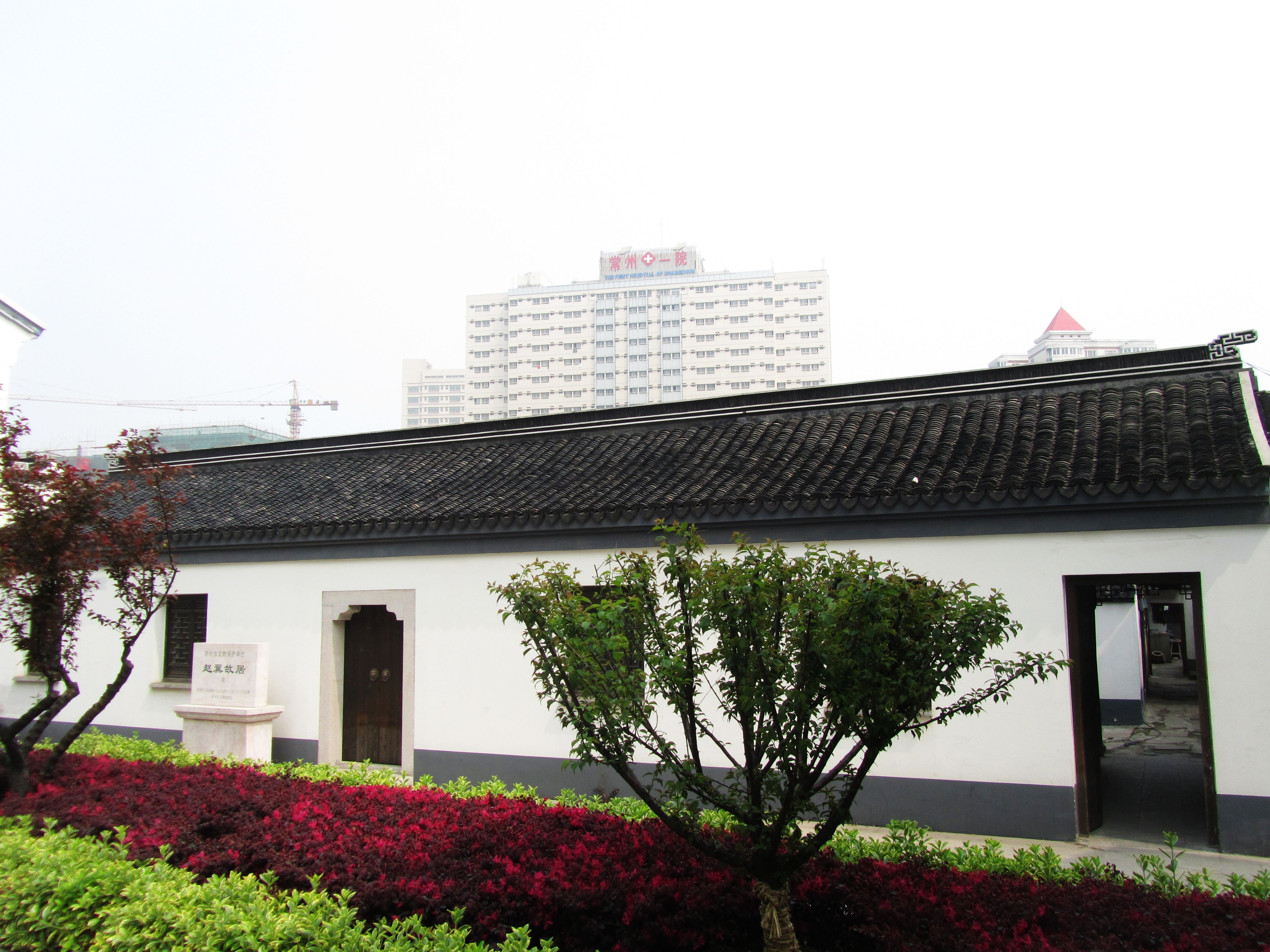
赵翼故居
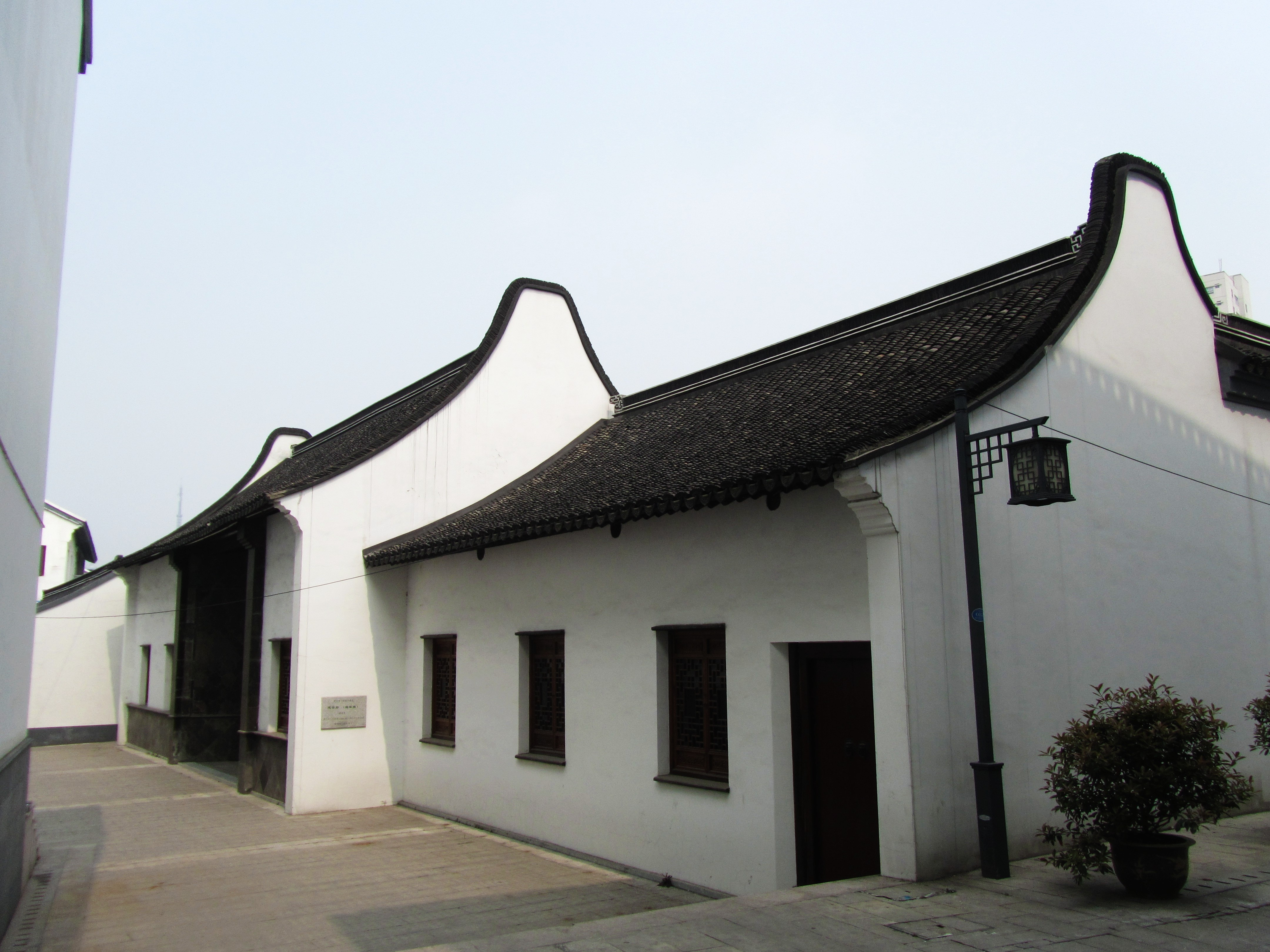
道台府（将军楼）
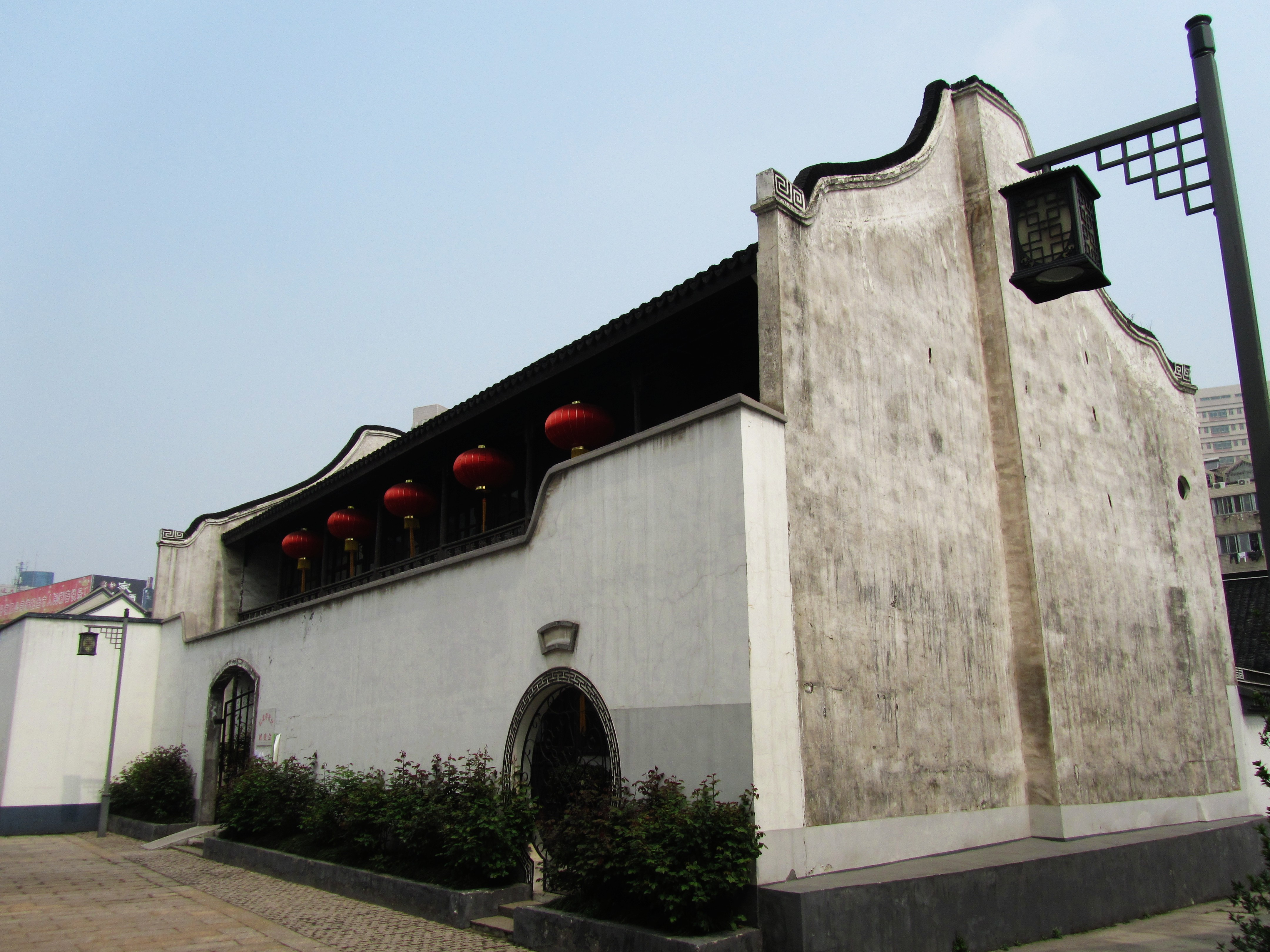
东坡书院旧址
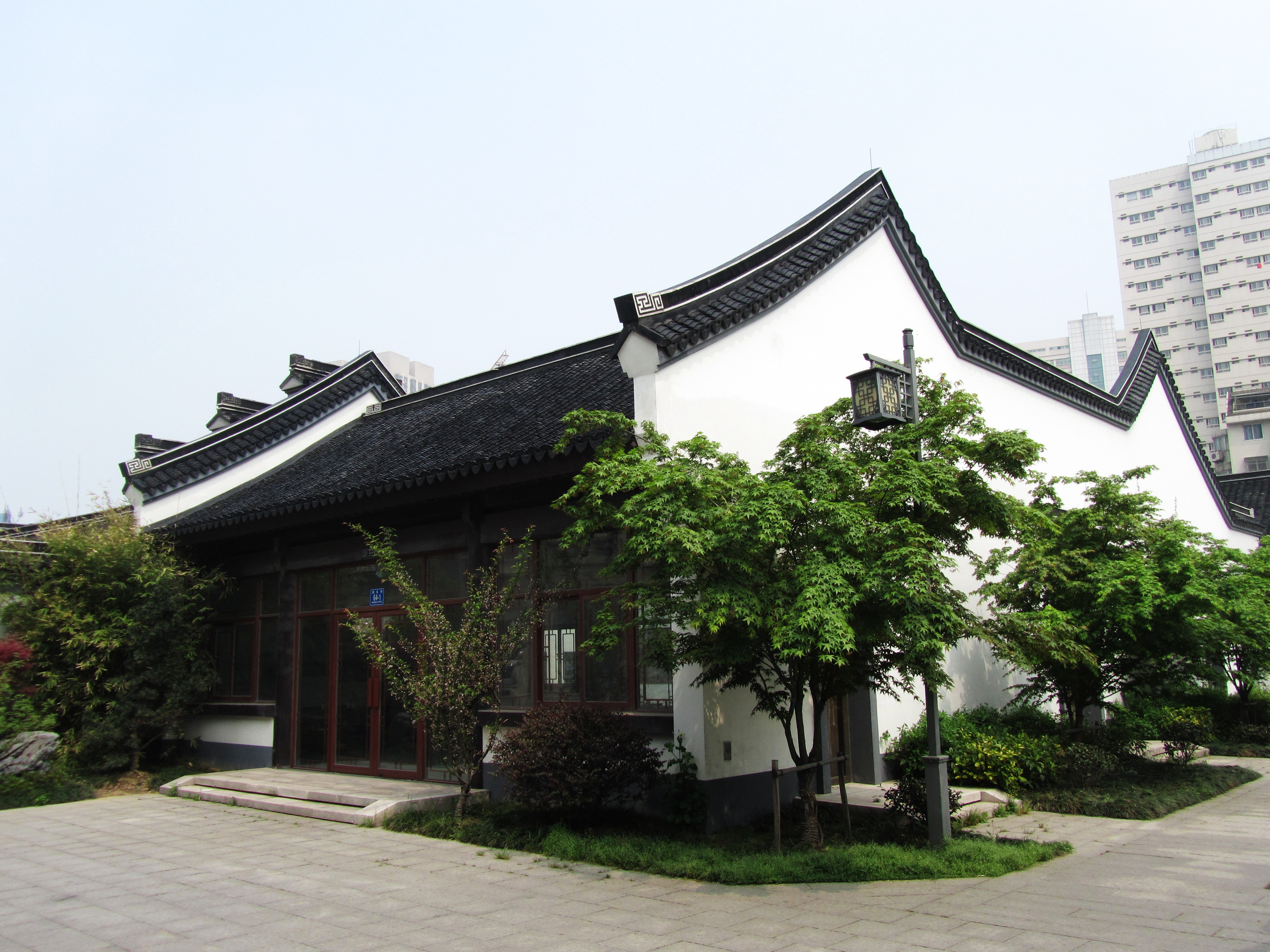
藤花会馆和常州家谱馆